# Isapoderus
Isapoderus es un género de coleópteros curculionoideos de la familia Attelabidae. Voss describió el género en 1937 como subgénero de Parapoderus. La especie tipo es Apoderus cardinalis. Habita en África. Esta es la lista de especies que lo componen:
- Isapoderus cardinalis Peringuey, 1892
- Isapoderus flavotinctus Ancey, 1881
- Isapoderus mixtus Hustache, 1925